# Lygie (ciclismo)
La Lygie fu una squadra italiana di ciclismo su strada maschile, attiva nel professionismo in distinti periodi dal 1922 al 1964.
Patrocinata da Lygie, marchio francese di biciclette assemblate e rivendute in Italia prima dalla Rolando Costruzioni Meccaniche di Pavia e dal 1932 dalle Industrie Rizzato di Padova, fu attiva come squadra professionistica nell'arco di quattro decenni, partecipando a otto edizioni del Giro d'Italia e alle classiche del calendario nazionale; i principali risultati arrivarono tra anni 1930 e '40 con Mario Vicini e Giordano Cottur, terzi rispettivamente al Giro d'Italia 1939 e al Giro 1940, e a inizio anni '60 con Vito Taccone, vincitore di cinque tappe e miglior scalatore al Giro d'Italia 1963.

## Cronistoria

### Annuario
| Anno | Codice | Nome  | Cat. | Biciclette | Dirigenza |
| ---- | ------ | ----- | ---- | ---------- | --------- |
| 1922 | -      | Lygie | Pro  | Lygie      |           |

| Anno | Codice | Nome                     | Cat. | Biciclette | Dirigenza |
| ---- | ------ | ------------------------ | ---- | ---------- | --------- |
| 1938 | -      | Lygie / Lygie-Settebello | Pro  | Lygie      |           |
| 1939 | -      | Lygie                    | Pro  | Lygie      |           |
| 1940 | -      | Lygie                    | Pro  | Lygie      |           |

| Anno | Codice | Nome          | Cat. | Biciclette | Dirigenza |
| ---- | ------ | ------------- | ---- | ---------- | --------- |
| 1947 | -      | Lygie-Pirelli | Pro  | Lygie      |           |
| 1948 | -      | Lygie-Pirelli | Pro  | Lygie      |           |
| 1949 | -      | Lygie-Pirelli | Pro  | Lygie      |           |
| 1950 | -      | Lygie-Pirelli | Pro  | Lygie      |           |
| 1951 | -      | Lygie-Pirelli | Pro  | Lygie      |           |
| 1952 | -      | Lygie-Pirelli | Pro  | Lygie      |           |
| 1953 | -      | Lygie-Pirelli | Pro  | Lygie      |           |
| 1954 | -      | Lygie-Torpado | Pro  | Torpado    |           |
| 1955 | -      | Lygie-Pirelli | Pro  | Lygie      |           |
| 1956 | -      | Lygie-Pirelli | Pro  | Lygie      |           |
| 1957 | -      | Lygie-Pirelli | Pro  | Lygie      |           |

| Anno | Codice | Nome          | Cat. | Biciclette | Dirigenza                      |
| ---- | ------ | ------------- | ---- | ---------- | ------------------------------ |
| 1963 | -      | Lygie-Pirelli | Pro  | Lygie      | Dir. sportivi: Alfredo Sivocci |
| 1964 | -      | Lygie-Pirelli | Pro  | Lygie      | Dir. sportivi: Alfredo Sivocci |

## Palmarès

### Grandi Giri
- Giro d'Italia

Partecipazioni: 8 (1922, 1938, 1939, 1940, 1947, 1948, 1963, 1964)
Vittorie di tappa: 11
1938: 3 (Marco Cimatti, Mario Vicini, Giordano Cottur)
1939: 1 (Giordano Cottur)
1947: 1 (Antonio Bevilacqua)
1963: 5 (5 Vito Taccone)
1964: 1 (Marcello Mugnaini)
Vittorie finali: 0
Altre classifiche: 1
1963: GPM (Vito Taccone)
- Tour de France

Partecipazioni: 0
- Vuelta a España

Partecipazioni: 0